# Deutsche Leichtathletik-Meisterschaften 2005/Resultate
Der Hauptteil der Wettbewerbe bei den 105. Deutschen Leichtathletik-Meisterschaften wurde am 2. und 3. Juli 2005 in Bochum-Wattenscheid ausgetragen.
In der hier vorliegenden Auflistung werden die in den verschiedenen Wettbewerben jeweils ersten acht platzierten Leichtathletinnen und Leichtathleten aufgeführt. Eine Übersicht mit den Medaillengewinnerinnen und -gewinnern sowie einigen Anmerkungen zu den Meisterschaften findet sich unter dem Link Deutsche Leichtathletik-Meisterschaften 2005.
Wie immer gab es zahlreiche Disziplinen, die zu anderen Terminen an anderen Orten stattfanden – in den folgenden Übersichten jeweils konkret benannt.
Hier die ausführlichen Ergebnislisten der Meisterschaften 2005:

## Meisterschaftsresultate Männer

### 100 m
| Platz | Athlet, Verein                                         | Zeit (s) |
| ----- | ------------------------------------------------------ | -------- |
| 1     | Tobias Unger (LAZ Salamander Kornwestheim-Ludwigsburg) | 10,16    |
| 2     | Marc Blume (TV Wattenscheid 01)                        | 10,29    |
| 3     | Marius Broening (LAV asics Tübingen)                   | 10,31    |
| 4     | Alexander Kosenkow (TV Wattenscheid 01)                | 10,33    |
| 5     | Ronny Ostwald (ASV Köln)                               | 10,49    |
| 6     | Stefan Wieser (TSV Bayer 04 Leverkusen)                | 10,49    |
| 7     | Rainer Schulze (LG Wilhelmshaven)                      | 10,52    |
| 8     | Jan-Christopher Schulte (TV Wattenscheid 01)           | 10,54    |

Datum: 2. Juli
Wind: +0,3 m/s

### 200 m
| Platz | Athlet, Verein                                           | Zeit (s) |
| ----- | -------------------------------------------------------- | -------- |
| 1     | Tobias Unger (LAZ Salamander Kornwestheim-Ludwigsburg)   | 20,20 DR |
| 2     | Till Helmke (TSV Friedberg-Fauerbach)                    | 20,66000 |
| 3     | Daniel Schnelting (LAZ Rhede)                            | 20,68000 |
| 4     | Alexander Kosenkow (TV Wattenscheid 01)                  | 20,75000 |
| 5     | Florian Gamper (LAZ Salamander Kornwestheim-Ludwigsburg) | 21,15000 |
| 6     | Markus Malucha (LAZ Salamander Kornwestheim-Ludwigsburg) | 21,21000 |
| 7     | Stefan Wieser (TSV Bayer 04 Leverkusen)                  | 21,21000 |
| 8     | Rainer Schulze (LG Wilhelmshaven)                        | 21,23000 |

Datum: 3. Juli
Wind: +0,7 m/s
Mit seiner Siegerzeit von 20,20 s stellte Tobias Unger einen neuen deutschen Rekord auf.

### 400 m
| Platz | Athlet, Verein                            | Zeit (s) |
| ----- | ----------------------------------------- | -------- |
| 1     | Simon Kirch (SV Saar 05 Saarbrücken)      | 45,95    |
| 2     | Kamghe Gaba (LG Eintracht Frankfurt)      | 46,29    |
| 3     | Florian Seitz (OSC Berlin)                | 46,36    |
| 4     | Bastian Swillims (SC Magdeburg)           | 46,68    |
| 5     | Ralf Riester (OSC Berlin)                 | 47,02    |
| 6     | Sebastian Gatzka (LG Eintracht Frankfurt) | 47,31    |
| 7     | Thomas Wilhelm (LG Eintracht Frankfurt)   | 47,39    |
| 8     | Christoph Helm (Dresdner SC)              | 47,85    |

Datum: 3. Juli

### 800 m
| Platz | Athlet, Verein                                       | Zeit (min) |
| ----- | ---------------------------------------------------- | ---------- |
| 1     | René Herms (LG Asics Pirna)                          | 1:45,39    |
| 2     | Andreas Freimann (LC ThüringenGas Erfurt)            | 1:48,44    |
| 3     | René Bauschinger (LAC Quelle Fürth/München/Würzburg) | 1:48,61    |
| 4     | Moritz Höft (LG Nord Berlin)                         | 1:48,63    |
| 5     | Steffen Co (LG Olympia Dortmund)                     | 1:48,87    |
| 6     | Simon Huckestein (SG Wenden)                         | 1:48,88    |
| 7     | Stephan Frosch (LG Osterode)                         | 1:48,93    |
| 8     | Sascha Stephan (LAC Berlin)                          | 1:48,95    |

Datum: 3. Juli

### 1500 m
| Platz | Athlet, Verein                                    | Zeit (min) |
| ----- | ------------------------------------------------- | ---------- |
| 1     | Franek Haschke (LG Nord Berlin)                   | 3:40,39    |
| 2     | Carsten Schlangen (SV Union Meppen)               | 3:40,97    |
| 3     | Jonas Hamm (LG Wedel-Pinneberg)                   | 3:41,52    |
| 4     | Wolfram Müller (LAV asics Tübingen)               | 3:41,89    |
| 5     | Stefan Eberhardt (LC ThüringenGas Erfurt)         | 3:42,17    |
| 6     | Jonas Stifel (LG Nord Berlin)                     | 3:42,33    |
| 7     | Patrick Schulz (SC Potsdam)                       | 3:43,93    |
| 8     | Franz Theimer (LAC Quelle Fürth/München/Würzburg) | 3:44,08    |

Datum: 3. Juli

### 5000 m
| Platz | Athlet, Verein                                      | Zeit (min) |
| ----- | --------------------------------------------------- | ---------- |
| 1     | Jan Fitschen (TV Wattenscheid)                      | 13:39,51   |
| 2     | Arne Gabius (LAV asics Tübingen)                    | 13:52,99   |
| 3     | Embaye Hedrit (LG Braunschweig)                     | 14:01,72   |
| 4     | Stefan Koch (TV Wattenscheid 01)                    | 14:02,32   |
| 5     | Jan Christian Krauspe (LG Domspitzmilch Regensburg) | 14:03,62   |
| 6     | Ahmed Sansar (TuS Eintracht Bielefeld)              | 14:08,44   |
| 7     | Ansgar Varnhagen (LG Olympia Dortmund)              | 14:11,25   |
| 8     | Carlo Schuff (Gerolsteiner LGV)                     | 14:18,33   |

Datum: 2. Juli

### 10.000 m
| Platz | Athlet, Verein                            | Zeit (min) |
| ----- | ----------------------------------------- | ---------- |
| 1     | Jan Fitschen (TV Wattenscheid)            | 29:55,44   |
| 2     | André Pollmächer (LAC Erdgas Chemnitz)    | 29:29,52   |
| 3     | Oliver Dietz (LG Braunschweig)            | 30:08,27   |
| 4     | Embaye Hedrit (LG Braunschweig)           | 30:12,58   |
| 5     | Stefan Koch (TV Wattenscheid 01)          | 30:13,27   |
| 6     | Sebastian Hallmann (LAV asics Tübingen)   | 30:18,66   |
| 7     | Carsten Wenzek (SSC Hanau-Rodenbach)      | 30:52,01   |
| 8     | Dennis Pyka (LG Domspitzmilch Regensburg) | 31:02,86   |

Datum: 28. Mai
fand in Koblenz statt

### 10-km-Straßenlauf
| Platz | Athlet, Verein                           | Zeit (min) |
| ----- | ---------------------------------------- | ---------- |
| 1     | Jan Fitschen (TV Wattenscheid)           | 29:18      |
| 2     | Raphael Schäfer (LC Asics Rehlingen)     | 29:21      |
| 3     | Embaye Hedrit (LG Braunschweig)          | 29:26      |
| 4     | Stefan Koch (TV Wattenscheid 01)         | 29:27      |
| 5     | Dominik Burkhardt (LG Neckar-Enz)        | 29:34      |
| 6     | Oliver Dietz (LG Braunschweig)           | 29:41      |
| 7     | Carsten Eich (Rhein-marathon Düsseldorf) | 29:51      |
| 8     | Holger Freudenberger (TV Bad Rappenau)   | 30:17      |

Datum: 11. September
fand in Otterndorf statt

### 10-km-Straßenlauf, Mannschaftswertung
| Platz | Verein, Besetzung                                                                 | Zeit (h) |
| ----- | --------------------------------------------------------------------------------- | -------- |
| 1     | TV Wattenscheid 01 (Jan Fitschen, Stefan Koch, Manuel Meyer)                      | 1:29:03  |
| 2     | LG Braunschweig (Embaye Hedrit, Oliver Dietz, Georg Diettrich)                    | 1:30:09  |
| 3     | TSV Kirchdorf (Dirk Schwarzbach, Thomas Bartholome, Florian Reichert)             | 1:32:03  |
| 4     | SC DHfK Leipzig I (Jens Borrmann, Benjamin Lindner, Matthias Körner)              | 1:32:11  |
| 5     | LG Leinfelden-Echterdingen (Martin Beckmann, Christian Stanger, Michael Wullings) | 1:33:25  |
| 6     | SC DHfK Leipzig II (Michael Müller, Bastian Dobrowald, Raphael Arnold)            | 1:35:00  |
| 7     | LG Baunatal/Fuldabrück (Markus Kessler, Markus Jahn, Matthias Jahn)               | 1:35:02  |
| 8     | LG Wedel-Pinneberg (André Green, Konstantin Albrecht, Mischa Elbeshausen)         | 1:35:19  |

Datum: 11. September
fand in Otterndorf statt

### Halbmarathon
| Platz | Athlet, Verein                               | Zeit (h) |
| ----- | -------------------------------------------- | -------- |
| 1     | Stefan Koch (TV Wattenscheid 01)             | 1:04:45  |
| 2     | Martin Beckmann (LG Leinfelden-Echterdingen) | 1:05:12  |
| 3     | Philipp Büttner (TSV Friedberg-Fauerbach)    | 1:06:56  |
| 4     | Michael Schering (LAZ Leipzig)               | 1:07:10  |
| 5     | Carsten Schütz (TV Wattenscheid 01)          | 1:07:37  |
| 6     | Christian Dirscherl (LG Donau/Ilm)           | 1:07:45  |
| 7     | Manuel Meyer (TV Wattenscheid 01)            | 1:07:50  |
| 8     | Dirk Nürnberger (SC DHfK Leipzig)            | 1:08:10  |

Datum: 13. März
fand in Ohrdruf statt

### Halbmarathon, Mannschaftswertung
| Platz | Verein, Besetzung                                                              | Zeit (h) |
| ----- | ------------------------------------------------------------------------------ | -------- |
| 1     | TV Wattenscheid 01 (Stefan Koch, Carsten Schütz, Manuel Meyer)                 | 3:20:12  |
| 2     | LG Domspitzmilch Regensburg (Dennis Pyka, Johann Hillebrand, René Manthee)     | 3:27:10  |
| 3     | LG Leinfelden-Echterdingen (Martin Beckmann, Michael Wullings, Tim Jensen)     | 3:27:41  |
| 4     | SC DHfK Leipzig (Dirk Nürnberger, Benjamin Lindner, Raphael Arnold)            | 3:28:48  |
| 5     | LC ThüringenGas Erfurt (Christian Seiler, Erkan Kara, Martin Uhlich)           | 3:32:07  |
| 6     | 1. LAV Rostock (Steffen Ventz, Peter Donndorf, Ulf Wendler)                    | 3:32:07  |
| 7     | TSV Friedberg-Fauerbach (Philipp Büttner, Jörg Jung, Marco Diehl)              | 3:32:38  |
| 8     | LG Badenova Nordschwarzwald (Thorsten Banzhaf, Christian Lenk, Tobias Giering) | 3:37:02  |

Datum: 13. März
fand in Ohrdruf statt

### Marathon
| Platz | Athlet, Verein                            | Zeit (h) |
| ----- | ----------------------------------------- | -------- |
| 1     | Dirk Nürnberger (SC DHfK Leipzig)         | 2:22:48  |
| 2     | Volker Fritzsch (LAZ Leipzig)             | 2:23:58  |
| 3     | Jürgen Austin-Kerl (PSV Grün-Weiß Kassel) | 2:25:25  |
| 4     | Alexander Merkel (PSV Grün-Weiß Kassel)   | 2:28:55  |
| 5     | Martin Prophet (SC DHfK Leipzig)          | 2:29:19  |
| 6     | Konrad Mühmel (SC DHfK Leipzig)           | 2:29:31  |
| 7     | Thomas Langer (TSV Mindelheim)            | 2:29:33  |
| 8     | Jürgen Theofel (FV Wallau)                | 2:29:52  |

Datum: 8. Mai
fand in Regensburg statt

### Marathon, Mannschaftswertung
| Platz | Verein, Besetzung                                                             | Zeit (h) |
| ----- | ----------------------------------------------------------------------------- | -------- |
| 1     | SC DHfK Leipzig I (Dirk Nürnberger, Martin Prophet, Konrad Mühmel)            | 7:21:39  |
| 2     | PSV Grün-Weiß Kassel (Jürgen Austin-Kerl, Alexander Merkel, Jürgen Wagner)    | 7:32:36  |
| 3     | SC DHfK Leipzig II (Jürgen Wernitz, Jörg Giebel, Peter Müller)                | 7:47:10  |
| 4     | Skills 04 Frankfurt (Frank Zimmer, Haimo Kiefer, Adrian Wodniok)              | 7:51:09  |
| 5     | LAV asics Tübingen (Dr. Matthias Koch, Daniel Kittel, Marcus Engler)          | 7:53:13  |
| 6     | TSV Schloß Ricklingen (Dr. Uwe Linke, Hans Peter Wollny, Jörg Bergstedt)      | 7:55:45  |
| 7     | SSG Königswinter-Ittenbach (Hermann Ulrich, Rudolf Paulus, Detlef Ellebrecht) | 8:01:16  |
| 8     | VfB Fallersleben (Joachim Kasimir, Frank Balzer, Tobias Ulrich)               | 8:06:13  |

Datum: 8. Mai
fand in Regensburg statt

### 100-km-Straßenlauf
| Platz | Athlet, Verein                           | Zeit (h) |
| ----- | ---------------------------------------- | -------- |
| 1     | Michael Sommer (Eichenkreuz Schwaikheim) | 6:58:05  |
| 2     | Rainer Koch (LG Würzburg)                | 7:05:24  |
| 3     | Erhold Lorwin (LC Auensee Leipzig)       | 7:15:00  |
| 4     | Sven Kersten (SCC Berlin)                | 7:25:21  |
| 5     | Helmut Dehaut (VT Zweibrücken)           | 7:32:27  |
| 6     | Karl-Heinz Michalsky (1. SC Gröbenzell)  | 7:33:39  |
| 7     | Rene Strosny (Rot-Weiß 90 Bautzen)       | 7:36:32  |
| 8     | Ronald Gasch (Chemnitzer LV Megware)     | 7:38:53  |

Datum: 13. August
fand in Leipzig statt

### 100-km-Straßenlauf, Mannschaftswertung
| Platz | Verein, Besetzung                                                              | Zeit (h) |
| ----- | ------------------------------------------------------------------------------ | -------- |
| 1     | Eichenkreuz Schwaikheim (Michael Sommer, Jochen Höschele, Armin Härle)         | 23:30:34 |
| 2     | SG Neukirchen-Hülchrath (Dr. Bernd Juckel, Dr. Stefan Weigelt, Michael Göhner) | 24:19:02 |
| 3     | LG Würzburg (Rainer Koch, Matthias Schmitt, Christoph Hoffmann)                | 24:33:06 |
| 4     | Spvgg Groß Bülten (Klaus-Dieter Minnich, Frank Gruhn, Wolfgang Schaffranek)    | 25:30:38 |
| 5     | LTF Marpingen (Gernot Helferich, Robert Feller, Stefan Feller)                 | 25:38:17 |
| 6     | LC Auensee Leipzig (Erhold Lorwin, André Dreilich, Ulrich Bauer)               | 26:01:16 |
| 7     | Marathon-Club Menden (Thomas Mirz, Karl Gerlach, Thomas Kuschel)               | 26:41:09 |
| 8     | SCC Berlin (Sven Kersten, Claus Wilutsky, Shakal Ryan)                         | 27:13:27 |

Datum: 13. August
fand in Leipzig statt

### 110 m Hürden
| Platz | Athlet, Verein                                       | Zeit (s) |
| ----- | ---------------------------------------------------- | -------- |
| 1     | Thomas Blaschek (LAZ Leipzig)                        | 13,49    |
| 2     | Florian Seibold (TV Heppenheim)                      | 13,62    |
| 3     | Kai Doskoczynski (LAC Quelle Fürth/München/Würzburg) | 13,69    |
| 4     | Willi Mathiszik (LAZ Leipzig)                        | 13,79    |
| 5     | Jens Werrmann (1. FC Kaiserslautern)                 | 14,09    |
| 6     | Ivo Burkhardt (SV Halle)                             | 14,10    |
| DSQ   | Jan Schindzielorz (LG Erlangen)                      |          |
| DNS   | Mike Fenner (TV Wattenscheid 01)                     |          |

Datum: 2. Juli
Wind: +0,6 m/s

### 400 m Hürden
| Platz | Athlet, Verein                              | Zeit (s) |
| ----- | ------------------------------------------- | -------- |
| 1     | Christian Duma (LG Eintracht Frankfurt)     | 49,69    |
| 2     | Thomas Goller (LG Asics Pirna)              | 50,32    |
| 3     | Henning Kuschewitz (LG Eintracht Frankfurt) | 50,74    |
| 4     | Andreas Wickert (TSV Rudow)                 | 51,05    |
| 5     | Henning Hackelbusch (TV Wattenscheid 01)    | 51,18    |
| 6     | David Busch (LG Asics Rehlingen)            | 51,55    |
| 7     | Adrian Schürmann (LG Porta Westfalica)      | 51,67    |
| 8     | René Konow (LG Eintracht Frankfurt)         | 54,64    |

Datum: 3. Juli

### 3000 m Hindernis
| Platz | Athlet, Verein                                   | Zeit (min) |
| ----- | ------------------------------------------------ | ---------- |
| 1     | Filmon Ghirmai (LAV asics Tübingen)              | 8:34,10    |
| 2     | Christian Knoblich (LAZ Puma Troisdorf/Siegburg) | 8:38,08    |
| 3     | Steffen Uliczka (SG TSV Kronshagen/Kieler TB)    | 8:38,32    |
| 4     | Christian Klein (LG Asics Rehlingen)             | 8:39,31    |
| 5     | Norbert Löwa (LG Nord Berlin)                    | 8:41,47    |
| 6     | Thorsten Grube (LAZ Leipzig)                     | 8:45,08    |
| 7     | Florian Holzinger (TuS Feuchtwangen)             | 8:49,24    |
| 8     | David Kiefer (PTSV Jahn Freiburg)                | 8:50,06    |

Datum: 2. Juli

### 4 × 100 m Staffel
| Platz | Verein, Besetzung                                                                                           | Zeit (s) |
| ----- | --- | -------- |
| 1     | TV Wattenscheid (Holger Blume, Marc Blume, Alexander Kosenkow, Jan-Christopher Schulte)                     | 39,36    |
| 2     | TSV Friedberg-Fauerbach (Michael Weber, Till Helmke, Nils Müller, Thilo Daxer)                              | 40,12    |
| 3     | LAZ Salamander Kornwestheim-Ludwigsburg (Simon Bräuchle, David Schahbasian, Markus Malucha, Florian Gamper) | 40,23    |
| 4     | OSC Berlin (Martin Ernst, Ralf Riester, Florian Seitz, Michael Möller)                                      | 40,41    |
| 5     | ASV Köln (Michael Keusen, Jochen Gippert, Steffen Keil, Rouben Rich)                                        | 41,02    |
| 6     | LG Eintracht Frankfurt (David Vitzthum, Bastian Senger, Christian Brüning, Stefan Kuhlee)                   | 41,09    |
| 7     | LAV asics Tübingen (Stefan Seeberger, Peter Rapp, Marius Broening, Justus Wolf)                             | 41,13    |
| 8     | LAZ Salamander Kornwestheim-Ludwigsburg (Martin Schäfer, Johannes Lohrer, Marcel Zelenka, Lukas Erdmann)    | 41,48    |

Datum: 2. Juli

### 4 × 400 m Staffel
| Platz | Verein, Besetzung                                                                    | Zeit (min) |
| ----- | ------------------------------------------------------------------------------------ | ---------- |
| 1     | LG Eintracht Frankfurt (Tilo Ruch, Henning Kuschewitz, Thomas Wilhelm, Kamghe Gaba)  | 3:08,04    |
| 2     | OSC Berlin (Sven Buggel, Florian Seitz, Christian Hoch, Ralf Riester)                | 3:09,78    |
| 3     | LG Eintracht Frankfurt (Stefan Kuhlee, Christian Brüning, René Konow, Philipp Baier) | 3:13,67    |
| 4     | VfL Sindelfingen (Steffen Sattelmaier, Stefan Kinzy, Said Lakhal, Philipp Parzer)    | 3:15,82    |
| 5     | LG Wetzlar (Michael Gerlach, Gunnar Habl, Benjamin Brömme, Andreas Hein)             | 3:16,99    |
| 6     | LAV asics Tübingen (Stephan Wendt, Sven Pörnter, Sven Bösing, Christian Atz)         | 3:17,40    |
| 7     | LG Olympia Dortmund (Jörg Krick, Marcel Haubrock, Patrik Becher, Steffen Co)         | 3:17,60    |

Datum: 3. Juli

### 3 × 1000 m Staffel
| Platz | Verein, Besetzung                                                               | Zeit (min) |
| ----- | ------------------------------------------------------------------------------- | ---------- |
| 1     | LC ThüringenGas Erfurt (Christoph Moormann, Andreas Freimann, Stefan Eberhardt) | 7:17,92    |
| 2     | LG Olympia Dortmund (Christophe Chayriguet, Ansgar Varnhagen, Steffen Co)       | 7:17,98    |
| 3     | Gerolsteiner LGV (Michael Pfeil, Carlo Schuff, Mark Kowalinski)                 | 7:18,71    |
| 4     | LC Asics Rehlingen (Mike Seewald, Stephan Burgemeister, Thomas Koch)            | 7:19,96    |
| 5     | LAC Berlin (René Schulze, Sascha Stephan, Stefan Berger)                        | 7:20,33    |
| 6     | LG Braunschweig (Moritz Puschmann, Matthias Jaworski, Michael Herbst)           | 7:22,93    |
| 7     | LAV asics Tübingen (Matthias Keller, Stefan Schmid, Christian Atz)              | 7:23,00    |
| 8     | TSG 1845 Heilbronn (Johannes Bauer, Jonathan Post, Marco Kröner)                | 7:24,03    |

Datum: 28. Mai
fand in Koblenz statt

### 10.000-m-Bahngehen
| Platz | Athlet, Verein                        | Zeit (min) |
| ----- | ------------------------------------- | ---------- |
| 1     | Jan Albrecht (Team Erfurt)            | 39:48,94   |
| 2     | André Höhne (SCC Berlin)              | 41:16,33   |
| 3     | Michael Krause (LG Offenburg)         | 41:43,26   |
| 4     | Frank Werner (SV Einheit 1875 Worbis) | 43:03,45   |
| 5     | Steffen Borsch (1. LAC Dessau)        | 43:58,88   |
| 6     | Christoph Brauer (LAC Berlin)         | 45:45,03   |
| DSQ   | Maik Berger (SC Potsdam)              |            |

Datum: 2. Juli

### 20-km-Gehen
| Platz | Athlet, Verein                        | Zeit (h) |
| ----- | ------------------------------------- | -------- |
| 1     | André Höhne (SCC Berlin)              | 1:21:49  |
| 2     | Jan Albrecht (Team Erfurt)            | 1:23:26  |
| 3     | Maik Berger (SC Potsdam)              | 1:24:49  |
| 4     | Frank Werner (SV Einheit 1875 Worbis) | 1:26:48  |
| 5     | Carsten Schmidt (SCC Berlin)          | 1:27:18  |
| 6     | Hannes Tonat (Team Erfurt)            | 1:30:44  |
| 7     | Steffen Borsch (1. LAC Dessau)        | 1:33:53  |
| 8     | Christoph Brauer (LAC Berlin)         | 1:36:05  |

Datum: 24. April
fand in Dresden statt

### 20-km-Gehen, Mannschaftswertung
| Platz | Verein, Besetzung                                                   | Zeit (h) |
| ----- | ------------------------------------------------------------------- | -------- |
| 1     | 1. LAC Dessau (Steffen Borsch, Dick Gnauck, Mario Kerber)           | 5:04:00  |
| 2     | SV Einheit 1875 Worbis (Frank Werner, Ronald Papst, Andreas Franke) | 5:18:14  |
| 3     | Alemannia Aachen (Malte Strunk, Hans Gaus, Peter Schumm)            | 5:36:57  |
| 4     | Team Erfurt (Jan Albrecht, Klaus Gottert, Gernot Mittag)            | 5:45:24  |

Datum: 24. April
fand in Dresden statt
nur 4 Mannschaften in der Wertung

### 50-km-Gehen
| Platz | Athlet, Verein                                     | Zeit (h) |
| ----- | -------------------------------------------------- | -------- |
| 1     | Frank Werner (SV Einheit Worbis)                   | 4:12:40  |
| 2     | Denis Franke (LAC Quelle Fürth/München/Würzburg)   | 4:48:31  |
| 3     | Joachim Maier (SV Breitenbrunn)                    | 5:29:05  |
| DSQ   | Erhard Wolf (1. LAC Dessau)                        |          |
| DNS   | Alfons Schwarz (LAC Quelle Fürth/München/Würzburg) |          |

Datum: 24. September
fand in Gleina statt

### Hochsprung
| Platz | Athlet, Verein                                          | Höhe (m) |
| ----- | ------------------------------------------------------- | -------- |
| 1     | Eike Onnen (LG Hannover)                                | 2,26     |
| 2     | Roman Fricke (TSV Bayer 04 Leverkusen)                  | 2,23     |
| 3     | Martin Buß (Barmer TV 1846 Wuppertal)                   | 2,20     |
| 4     | Matthias Haverney (SC Magdeburg)                        | 2,20     |
| 5     | Stefan Häfner (MTG Mannheim)                            | 2,17     |
| 6     | Matthias Franta (USC Mainz)                             | 2,14     |
| 7     | Daniel Schäfer (Team Erfurt)                            | 2,14     |
| 8     | Benjamin Ellerbrock (LG Elmshorn)                       | 2,10     |
| 8     | Thomas Kohle (LG Ratio Münster)                         | 2,10     |
| 8     | Frank Volker Niklas (LAC Quelle Fürth/München/Würzburg) | 2,10     |

Datum: 3. Juli

### Stabhochsprung
| Platz | Athlet, Verein                                | Höhe (m) |
| ----- | --------------------------------------------- | -------- |
| 1     | Tim Lobinger (ASV Köln)                       | 5,75     |
| 2     | Danny Ecker (TSV Bayer 04 Leverkusen)         | 5,75     |
| 3     | Richard Spiegelburg (TSV Bayer 04 Leverkusen) | 5,70     |
| 4     | Fabian Schulze (LAZ Salamander Kornwestheim)  | 5,60     |
| 5     | Björn Otto (LAV Bayer Uerdingen/Dormagen)     | 5,60     |
| 6     | Lars Börgeling (TSV Bayer 04 Leverkusen)      | 5,50     |
| 7     | Michael Stolle (Hamburger SV)                 | 5,50     |
| 8     | Tobias Scherbarth (TSV Bayer 04 Leverkusen)   | 5,25     |

Datum: 2. Juli

### Weitsprung
| Platz | Athlet, Verein                                           | Weite (m) |
| ----- | -------------------------------------------------------- | --------- |
| 1     | Nils Winter (TSV Bayer 04 Leverkusen)                    | 8,03      |
| 2     | Oliver Koenig (LAZ Leipzig)                              | 7,95      |
| 3     | Schahriar Bigdeli (TSV Bayer 04 Leverkusen)              | 7,66      |
| 4     | Sascha Müller (Bramfelder SV)                            | 7,62      |
| 5     | Peter Rapp (LAV asics Tübingen)                          | 7,57      |
| 6     | Martin Münkle (LG Filstal)                               | 7,46      |
| 7     | Sebastian Nowak (VfL Kamen)                              | 7,44      |
| 8     | Simon Bräuchle (LAZ Salamander Kornwestheim-Ludwigsburg) | 7,22      |

Datum: 2. Juli

### Dreisprung
| Platz | Athlet, Verein                                   | Weite (m) |
| ----- | ------------------------------------------------ | --------- |
| 1     | Charles Friedek (TSV Bayer 04 Leverkusen)        | 16,89     |
| 2     | Rudolf Helpling (LT DSHS Köln)                   | 16,49     |
| 3     | Thomas Moede (Team Erfurt)                       | 16,37     |
| 4     | Hrvoje Verzi (LAC Quelle Fürth/München/Würzburg) | 15,97     |
| 5     | Sascha Matthies (VfB Germania Halberstadt)       | 15,96     |
| 6     | Daniel Kohle (LG Ratio Münster)                  | 15,95     |
| 7     | Andreas Pohle (Ohrdrufer LV)                     | 15,77     |
| 8     | Martin Münkle (LG Filstal)                       | 15,50     |

Datum: 3. Juli

### Kugelstoßen
| Platz | Athlet, Verein                             | Weite (m) |
| ----- | ------------------------------------------ | --------- |
| 1     | Ralf Bartels (SC Neubrandenburg)           | 20,67     |
| 2     | Andy Dittmar (LG Ohra Hörselgas)           | 19,42     |
| 3     | Detlef Bock (VfL Wolfsburg)                | 19,28     |
| 4     | Peter Sack (LAZ Leipzig)                   | 18,88     |
| 5     | Sven-Eric Hahn (MTV Stuttgart)             | 18,47     |
| 6     | Gunnar Pfingsten (TSV Bayer 04 Leverkusen) | 18,24     |
| 7     | Tilmann Northoff (VfB Fichte Bielefeld)    | 18,10     |
| 8     | Philipp Schreiber (LC Asics Rehlingen)     | 17,75     |

Datum: 3. Juli

### Diskuswurf
| Platz | Athlet, Verein                           | Weite (m) |
| ----- | ---------------------------------------- | --------- |
| 1     | Michael Möllenbeck (TV Wattenscheid)     | 64,12     |
| 2     | Robert Harting (SCC Berlin)              | 61,87     |
| 3     | Torsten Schmidt (1. LAV Rostock)         | 61,15     |
| 4     | Michael Lischka (LG Eintracht Frankfurt) | 60,58     |
| 5     | Sascha Hördt (TSG 1862 Weinheim)         | 57,04     |
| 6     | Heinrich Seitz (LG Eintracht Frankfurt)  | 55,98     |
| 7     | Olaf Többen (Pulheimer SC)               | 54,33     |
| 8     | Ralf Mordhorst (LG Wedel-Pinneberg)      | 53,59     |

Datum: 2. Juli

### Hammerwurf
| Platz | Athlet, Verein                                   | Weite (m) |
| ----- | ------------------------------------------------ | --------- |
| 1     | Karsten Kobs (BV Teutonia Lanstrop)              | 78,12     |
| 2     | Holger Klose (SV Schlau.com Saar 05 Saarbrücken) | 77,39     |
| 3     | Markus Esser (TSV Bayer 04 Leverkusen)           | 76,66     |
| 4     | Jens Rautenkranz (LG Eintracht Frankfurt)        | 72,29     |
| 5     | Benjamin Boruschewski (TSV Bayer 04 Leverkusen)  | 71,33     |
| 6     | Steve Harnapp (LV 90 Thum)                       | 70,84     |
| 7     | Marcus Kahlmeyer (VfL Wolfsburg)                 | 69,88     |
| 8     | Ralf Jossa (SV Herzberg)                         | 68,34     |

Datum: 3. Juli

### Speerwurf
| Platz | Athlet, Verein                                           | Weite (m) |
| ----- | -------------------------------------------------------- | --------- |
| 1     | Christian Nicolay (TV Wattenscheid 01)                   | 81,37     |
| 2     | Manuel Nau (SCC Berlin)                                  | 78,95     |
| 3     | Björn Lange (SC Magdeburg)                               | 78,55     |
| 4     | Mark Frank (1. LAV Rostock)                              | 77,93     |
| 5     | Stefan Wenk (VfB Stuttgart)                              | 77,30     |
| 6     | Raymond Hecht (SC Magdeburg)                             | 71,91     |
| 7     | Alexander Vieweg (LAZ Zweibrücken)                       | 75,83     |
| 8     | Peter Esenwein (LAZ Salamander Kornwestheim-Ludwigsburg) | 75,32     |

Datum: 2. Juli

### Zehnkampf
| Platz | Athlet, Verein                              | Leistung (Pkte) |
| ----- | ------------------------------------------- | --------------- |
| 1     | Jacob Minah (LG Göttingen)                  | 7652            |
| 2     | Schahriar Bigdeli (TSV Bayer 04 Leverkusen) | 7494            |
| 3     | Marek Görlich (LG Bünde-Ahle/Löhne)         | 7437            |
| 4     | Stephan Maier (LG Hohenfels)                | 6937            |
| 5     | Maxim Kruschinski (LG Eintracht Frankfurt)  | 6930            |
| 6     | Kenny Beele (LT DSHS Köln)                  | 6886            |
| 7     | Patrick Pfingsten (TV Norden)               | 6802            |
| 8     | Volker Gutgesell (TSV Schwabmünchen)        | 6774            |

Datum: 27./28. August
fand in Lagestatt

### Zehnkampf, Mannschaftswertung
| Platz | Verein, Besetzung                                                            | Leistung (Pkte) |
| ----- | ---------------------------------------------------------------------------- | --------------- |
| 1     | LG Eintracht Frankfurt (Pascal Behrenbruch, Maxim Kruschinski, Jörn Fritsch) | 21.048          |
| 2     | LT DSHS Köln (Kenny Beele, Christoph Maier, Florian Heiler)                  | 19.715          |
| 3     | LG Bünde-Ahle/Löhne (Marek Görlich, Philipp Schröder, Jannis Bäcker)         | 19.620          |
| 4     | TuS Hachenburg (Mark Schumacher, David Mewes, Christof Reuber)               | 19.324          |
| 5     | LAV asics Tübingen (Sven Bösing, Stefan Habisreitinger, Julian Röhm)         | 18.968          |
| 6     | LAV 02 Neustadt/Coburg (Andrè Röttger, Wolfgang Müller, Stefan Voigt)        | 18.020          |

Datum: 27./28. August
fand in Lage statt

### CrosslaufMittelstrecke –4,0 km
| Platz | Athlet, Verein                              | Zeit (min) |
| ----- | ------------------------------------------- | ---------- |
| 1     | Dominik Burkhardt (LG Neckar-Enz)           | 10:56      |
| 2     | Jonas Stifel (LG Nord Berlin)               | 11:04      |
| 3     | Franek Haschke (LG Nord Berlin)             | 11:12      |
| 4     | Carsten Schlangen (SV Union Meppen)         | 11:13      |
| 5     | Christophe Chayriguet (LG Olympia Dortmund) | 11:17      |
| 6     | Martin Allgeyer (VfL Sindelfingen)          | 11:17      |
| 7     | Ansgar Varnhagen (LG Olympia Dortmund)      | 11:19      |
| 8     | Ingo Müller (LG Göttingen)                  | 11:29      |

Datum: 26. November
fand in Darmstadt statt

### CrosslaufMittelstrecke –4,0 km, Mannschaftswertung
| Platz | Verein, Besetzung                                                               | Platzziffer |
| ----- | ------------------------------------------------------------------------------- | ----------- |
| 1     | LG Olympia Dortmund (Christophe Chayriguet, Ansgar Varnhagen, Robert Schulte)   | 034         |
| 2     | Gerolsteiner LGV (Marc-André Kowalinski, Carlo Schuff, Tobias Hoffmann)         | 048         |
| 3     | TSV Bayer 04 Leverkusen (Fahd Mellouk, Patrick Wilhelm, Michael Stemmler)       | 064         |
| 4     | LG Badenova Nordschwarzwald (Christian Lenk, Thorsten Banzhaf, Tobias Giering)  | 067         |
| 5     | ASV Köln (David Henry Zopes, Erik Somssich, Philipp Legath)                     | 078         |
| 6     | LG Göttingen (Ingo Müller, Frerk Schenker, Till Manning)                        | 080         |
| 7     | LAV asics Tübingen (Gunnar Erz, Christian Atz, Matthias Keller)                 | 089         |
| 8     | LAZ Puma Troisdorf/Siegburg (Mike Mariathasan, Tim Oehler, Johannes Gatzweiler) | 102         |

Datum: 26. November
fand in Darmstadt statt

### CrosslaufLangstrecke –9,2 km
| Platz | Athlet, Verein                                | Zeit (min) |
| ----- | --------------------------------------------- | ---------- |
| 1     | Jens Borrmann (SC DHfK Leipzig)               | 26:08      |
| 2     | Oliver Mintzlaff (PTSV Jahn Freiburg)         | 26:10      |
| 3     | Sebastian Hallmann (LAV asics Tübingen)       | 26:18      |
| 4     | Raphael Schäfer (LC Asics Rehlingen)          | 26:19      |
| 5     | Arne Gabius (LAV asics Tübingen)              | 26:22      |
| 6     | Steffen Uliczka (SG TSV Kronshagen/Kieler TB) | 26:28      |
| 7     | Frederik Töpel (LG Olympia Dortmund)          | 26:38      |
| 8     | Elias Sansar (TuS Eintracht Bielefeld)        | 26:49      |

Datum: 26. November
fand in Darmstadt statt

### CrosslaufLangstrecke –9,2 km, Mannschaftswertung
| Platz | Verein, Besetzung                                                                   | Platzziffer |
| ----- | ----------------------------------------------------------------------------------- | ----------- |
| 1     | LAV asics Tübingen (Sebastian Hallmann, Arne Gabius, Filmon Ghirmai)                | 018         |
| 2     | LC Asics Rehlingen (Raphael Schäfer, Christian Klein, Johannes Schmitt)             | 043         |
| 3     | LAZ Leipzig (Michael Schering, Volker Fritzsch, Thorsten Grube)                     | 053         |
| 4     | SC DHfK Leipzig (Jens Borrmann, Oliver Uhlig, Raphael Arnold)                       | 056         |
| 5     | LG Domspitzmilch Regensburg (Jan Christian Krauspe, Johann Hillebrand, Dennis Pyka) | 081         |
| 6     | PTSV Jahn Freiburg (Oliver Mintzlaff, Michael Fuss, Ruben Welsch)                   | 106         |
| 7     | PSV Grün-Weiß Kassel (Jürgen Austin-Kerl, Jörn Harland, Alexander Merkel)           | 121         |
| 8     | LSG Aalen (Sönke Rhein, Markus Weiß-Latzko, Johannes Ebert)                         | 183         |

Datum: 26. November
fand in Darmstadt statt

### Berglauf–13 km
| Platz | Athlet, Verein                             | Zeit (min) |
| ----- | ------------------------------------------ | ---------- |
| 1     | Helmut Schiessl (SV Buchenberg)            | 46:34      |
| 2     | Markus Jenne (USC Freiburg)                | 48:02      |
| 3     | Daniel Unger (LG Sigmaringen)              | 48:36      |
| 4     | Dominik Ulrich (USC Freiburg)              | 48:41      |
| 5     | Timo Zeiler (SV Trochtelfingen)            | 48:41      |
| 6     | Max Frei (USC Freiburg)                    | 49:43      |
| 7     | Markus Brucks (Sparda-Team Rechberghausen) | 50:28      |
| 8     | Raphael Arnold (SC DHfK Leipzig)           | 50:31      |

Datum: 8. Oktober
fand in Zell am Harmersbach im Schwarzwald statt

### Berglauf–13 km, Mannschaftswertung
| Platz | Verein, Besetzung                                                             | Zeit (h) |
| ----- | ----------------------------------------------------------------------------- | -------- |
| 1     | USC Freiburg (Markus Jenne, Dominik Ulrich, Max Frei)                         | 2:26:26  |
| 2     | SC DHfK Leipzig I (Benjamin Lindner, Raphael Arnold, Matthias Körner)         | 2:30:38  |
| 3     | SC DHfK Leipzig II (Michael Müller, Stefan Gorzny, Thomas Winkler)            | 2:45:15  |
| 4     | LG Brandenkopf (Jean-Pierre Renambatz, Markus Birk, Bernd Kuderer)            | 2:47:55  |
| 5     | LG Vogtland (Enrico Thomae, Jörg Ungethüm, Thomas Ungethüm)                   | 2:49:17  |
| 6     | LG Sieg (Michael Sichermann, Stefan Klöckner, Joscha Harms)                   | 2:52:12  |
| 7     | LAC Veltins Hochsauerland (Gabriel Busch, Benjamin Habranke, Tillmann Ruland) | 3:00:50  |

Datum: 8. Oktober
fand in Zell am Harmersbach im Schwarzwald statt

## Meisterschaftsresultate Frauen

### 100 m
| Platz | Athletin, Verein                                  | Zeit (s) |
| ----- | ------------------------------------------------- | -------- |
| 1     | Birgit Rockmeier (LG Olympia Dortmund)            | 11,33    |
| 2     | Katja Wakan (Hallesche Leichtathletik-Freunde)    | 11,41    |
| 3     | Sandra Möller (USC Mainz)                         | 11,56    |
| 4     | Verena Sailer (LAC Quelle Fürth/München/Würzburg) | 11,63    |
| 5     | Katja Börner (SV Halle)                           | 11,65    |
| 6     | Cathleen Tschirch (LG Weserbergland)              | 11,70    |
| 7     | Susann Dombrowski (LAC Erdgas Chemnitz)           | 11,77    |
| 8     | Karoline Köhler (Team Erfurt)                     | 11,82    |

Datum: 2. Juli
Wind: +1,1 m/s

### 200 m
| Platz | Athletin, Verein                         | Zeit (s) |
| ----- | ---------------------------------------- | -------- |
| 1     | Birgit Rockmeier (LG Olympia Dortmund)   | 23,05    |
| 2     | Jala Gangnus (LG Nordheide)              | 23,38    |
| 3     | Sabrina Mulrain (MTG Mannheim)           | 23,57    |
| 4     | Maren Schulze (LG Nord Berlin)           | 23,63    |
| 5     | Sandra Möller (USC Mainz)                | 23,83    |
| 6     | Maike Dix (ASV Köln)                     | 23,98    |
| 7     | Anja Pollmächer (LAC Erdgas Chemnitz)    | 24,14    |
| 8     | Anke Hummel (LG Leinfelden-Echterdingen) | 24,17    |

Datum: 3. Juli
Wind: +1,5 m/s

### 400 m
| Platz | Athletin, Verein                         | Zeit (s) |
| ----- | ---------------------------------------- | -------- |
| 1     | Claudia Hoffmann (SC Potsdam)            | 52,51    |
| 2     | Korinna Fink (LG Eintracht Frankfurt)    | 53,78    |
| 3     | Nadine Balkow (LG Nike Berlin)           | 54,17    |
| 4     | Anita Oppong (LAC Dortmund)              | 54,17    |
| 5     | Wiebke Ullmann (LG Minimax Seligenstadt) | 54,97    |
| 6     | Julia-Kristin Kinz (LG Nike Berlin)      | 55,31    |
| 7     | Nancy Kette (Team Erfurt)                | 55,43    |
| 8     | Sandra Schmadtke (LG Nike Berlin)        | 56,12    |

Datum: 3. Juli

### 800 m
| Platz | Athletin, Verein                          | Zeit (min) |
| ----- | ----------------------------------------- | ---------- |
| 1     | Monika Gradzki (TV Wattenscheid)          | 2:03,51    |
| 2     | Kathleen Friedrich (SC Potsdam)           | 2:03,85    |
| 3     | Janina Goldfuß (TV Wattenscheid 01)       | 2:04,97    |
| 4     | Ivonne Teichmann (LC ThüringenGas Erfurt) | 2:05,23    |
| 5     | Jana Hartmann (LC ThüringenGas Erfurt)    | 2:06,28    |
| 6     | Sylvia Mauritz (SV Gendorf Burgkirchen)   | 2:08,15    |
| 7     | Sabine Bachmann (USC Mainz)               | 2:09,31    |
| 8     | Doreen Klose (LC ThüringenGas Erfurt)     | 2:10,13    |

Datum: 3. Juli

### 1500 m
| Platz | Athletin, Verein                                   | Zeit (min) |
| ----- | -------------------------------------------------- | ---------- |
| 1     | Antje Möldner (SC Potsdam)                         | 4:12,38    |
| 2     | Katrin Trauth (TV Wattenscheid 01)                 | 4:15,69    |
| 3     | Kerstin Werner (LC ThüringenGas Erfurt)            | 4:16,43    |
| 4     | Juliane Becker (LAC Quelle Fürth/München/Würzburg) | 4:21,76    |
| 5     | Simone Beutelspacher (VfL Sindelfingen)            | 4:21,77    |
| 6     | Anja Reinhardt (LG Weinstadt)                      | 4:25,40    |
| 7     | Sandra Thormann (LAC Berlin)                       | 4:26,02    |
| 8     | Saskia Janssen (TSV Bayer 04 Leverkusen)           | 4:26,52    |

Datum: 3. Juli

### 5000 m
| Platz | Athletin, Verein                             | Zeit (min) |
| ----- | -------------------------------------------- | ---------- |
| 1     | Sabrina Mockenhaupt (LG Sieg)                | 15:09,39   |
| 2     | Ulrike Maisch (1. LAV Rostock)               | 16:17,75   |
| 3     | Monika Schuri (LG Wehringen)                 | 16:19,91   |
| 4     | Michaela Schedler (Post-Sport Telekom Trier) | 16:21,04   |
| 5     | Eva Maria Stöwer (LAC Veltins Hochsauerland) | 16:22,91   |
| 6     | Marina Hilschenz (LG Wedel-Pinneberg)        | 16:35,87   |
| 7     | Anke Tiedemann (SG TSV Kronshagen/Kieler TB) | 16:39,23   |
| 8     | Simret Restle (TuS Eintracht Wiesbaden)      | 16:53,21   |

Datum: 2. Juli

### 10.000 m
| Platz | Athletin, Verein                              | Zeit (min) |
| ----- | --------------------------------------------- | ---------- |
| 1     | Sabrina Mockenhaupt (LG Sieg)                 | 34:36,43   |
| 2     | Eva Maria Stöwer (LAC Veltins Hochsauerland)  | 35:02,95   |
| 3     | Michaela Schedler (Post-Sport Telekom Trier)  | 35:10,05   |
| 4     | Andrea Stengel (LG Domspitzmilch Regensburg)  | 36:32,46   |
| 5     | Simret Restle (TuS Eintracht Wiesbaden)       | 36:36,80   |
| 6     | Veronika Ulrich (LG Neu-Isenburg-Heusenstamm) | 36:56,42   |
| 7     | Fakja Hofmann (LG Domspitzmilch Regensburg)   | 37:22,50   |
| 8     | Christine Schleifer (LV Biet)                 | 37:26,24   |

Datum: 28. Mai
fand in Koblenz statt

### 10-km-Straßenlauf
| Platz | Athletin, Verein                                   | Zeit (min) |
| ----- | -------------------------------------------------- | ---------- |
| 1     | Luminita Zaituc (LG Braunschweig)                  | 31:45      |
| 2     | Susanne Ritter (SV Schlau.com Saar 05 Saarbrücken) | 33:34      |
| 3     | Julia Viellehner (TSV Winhöring)                   | 33:49      |
| 4     | Michaela Schedler (Post-Sport Telekom Trier)       | 34:12      |
| 5     | Stephanie Maier (LG Leinfelden-Echterdingen)       | 34:18      |
| 6     | Birte Bultmann (LG Braunschweig)                   | 34:29      |
| 7     | Christina Mohr (Gerolsteiner LGV)                  | 34:32      |
| 8     | Andreina Byrd (MTG Mannheim)                       | 34:44      |

Datum: 11. September
fand in Otterndorf statt

### 10-km-Straßenlauf, Mannschaftswertung
| Platz | Verein, Besetzung                                                                 | Zeit (h) |
| ----- | --------------------------------------------------------------------------------- | -------- |
| 1     | LG Braunschweig (Luminita Zaituc, Birte Bultmann, Katrin Bröger)                  | 1:46:15  |
| 2     | SV Schlau.com Saar 05 Saarbrücken (Susanne Ritter, Marion Jakobs, Claudia Rausch) | 1:47:27  |
| 3     | LG Domspitzmilch Regensburg (Andrea Stengel, Fakja Hofmann, Monika Hirt)          | 1:49:53  |
| 4     | LG Leinfelden-Echterdingen (Stephanie Maier, Kirsten Braun, Heidrun Vetter)       | 1:51:08  |
| 5     | Schweriner SC (Maria Werner, Stefanie Voß, Maria Müller)                          | 1:51:21  |
| 6     | TG Viktoria Augsburg (Petra Stöckmann, Martina Zieg, Susanne Zieg)                | 1:52:40  |
| 7     | TV Refrath (Jeannine Hagedorn, Ira Korsten, Viktoria Steinbrecher)                | 1:54:02  |
| 8     | Post-Sport Telekom Trier (Michaela Schedler, Monika Vieh, Dr. Margaret Rieger)    | 1:54:56  |

Datum: 11. September
fand in Otterndorf statt

### Halbmarathon
| Platz | Athletin, Verein                              | Zeit (h) |
| ----- | --------------------------------------------- | -------- |
| 1     | Luminita Zaituc (LG Braunschweig)             | 1:13:39  |
| 2     | Eva Maria Stöwer (LAC Veltins Hochsauerland)  | 1:14:26  |
| 3     | Michaela Schedler (Post-Sport Telekom Trier)  | 1:14:40  |
| 4     | Stephanie Maier (LG Leinfelden-Echterdingen)  | 1:14:56  |
| 5     | Carmen Siewert (LG Vorpommern)                | 1:17:01  |
| 6     | Katrin Engelen (LG Badenova Nordschwarzwald)  | 1:18:52  |
| 7     | Anke Tiedemann (SG TSV Kronshagen/Kieler TB)  | 1:19:19  |
| 8     | Veronika Ulrich (LG Neu-Isenburg-Heusenstamm) | 1:19:44  |

Datum: 13. März
fand in Ohrdruf statt

### Halbmarathon, Mannschaftswertung
| Platz | Verein, Besetzung                                                                          | Zeit (h) |
| ----- | ------------------------------------------------------------------------------------------ | -------- |
| 1     | LG Domspitzmilch Regensburg (Katharina Kaufmann, Andrea Stengel, Fakja Hofmann)            | 4:04:53  |
| 2     | SG TSV Kronshagen/Kieler TB (Anke Tiedemann, Verena Becker, Christine Schuster)            | 4:09:37  |
| 3     | LG Leinfelden-Echterdingen (Stephanie Maier, Heidrun Vetter, Kirsten Braun)                | 4:13:48  |
| 4     | SV Schlau.com Saar 05 Saarbrücken 1 (Ina Loth, Ursula Sinnewe, Susanne Adler)              | 4:30:33  |
| 5     | Turn- u. Spielverein Weeze 1910/19 (Annette Neinhüs-Janssen, Erika Schoofs, Michaela Born) | 4:31:34  |
| 6     | ESV Münster (Sina Horsthemke, Petra Schmiemann, Ruth Schwager)                             | 4:31:57  |
| 7     | SV Schlau.com Saar 05 Saarbrücken 2 (Susanne Trenz, Nele Poser, Marion Stras)              | 4:44:08  |
| 8     | LG Gummersbach (Dorothee Steinborn, Bettina Klein, Regina Lindenberg)                      | 4:44:14  |

Datum: 13. März
fand in Ohrdruf statt

### Marathon
| Platz | Athletin, Verein                             | Zeit (h) |
| ----- | -------------------------------------------- | -------- |
| 1     | Monika Schuri (LG Wehringen)                 | 2:39:17  |
| 2     | Carmen Siewert (LG Vorpommern)               | 2:40:26  |
| 3     | Sylvia Renz (OSC Berlin)                     | 2:48:58  |
| 4     | Monika Hirt (LG Domspitzmilch Regensburg)    | 2:50:33  |
| 5     | Andrea Stengel (LG Domspitzmilch Regensburg) | 2:52:27  |
| 6     | Ulrike Hoeltz (LSG Karlsruhe)                | 2:52:49  |
| 7     | Romy Lindner (LG Vogtland)                   | 2:54:30  |
| 8     | Birgitt Bohn (Spiridon Frankfurt)            | 2:55:23  |

Datum: 8. Mai
fand in Regensburg statt

### Marathon, Mannschaftswertung
| Platz | Verein, Besetzung                                                                | Zeit (h) |
| ----- | -------------------------------------------------------------------------------- | -------- |
| 1     | LG Domspitzmilch Regensburg (Monika Hirt, Andrea Stengel, Gaby Schöffmann)       | 08:40:20 |
| 2     | Spiridon Frankfurt (Birgitt Bohn, Dr. Anke Holljesiefken, Solveig Pape)          | 09:03:39 |
| 3     | SVE Hiddestorf (Kerstin Brünig, Bianca Stanienda, Anne Toffel)                   | 09:31:54 |
| 4     | ETSV Lauda (Barbara Keller, Angelika Hofmann, Renate Ruck)                       | 09:51:26 |
| 5     | SV Schlau.com Saar 05 Saarbrücken 1 (Monika Engstler, Susanne Adler, Nele Poser) | 09:57:35 |
| 6     | LSF Münster (Brigitte Ziegler, Anne Holtkötter, Hannelore Horst)                 | 10:04:10 |
| 7     | VfB Fallersleben (Kathrin Busse, Gaby Wieja, Regina Vlachos)                     | 11:17:17 |
| 8     | SV Schlau.com Saar 05 Saarbrücken 2 (Marion Stras, Heike Sausen, Ingrid Hotz)    | 11:25:48 |

Datum: 8. Mai
fand in Regensburg statt

### 100-km-Straßenlauf
| Platz | Athletin, Verein                         | Zeit (h) |
| ----- | ---------------------------------------- | -------- |
| 1     | Carmen Hildebrand (SSC Hanau-Rodenbach)  | 8:19:55  |
| 2     | Ilona Schlegel (Melpomene Bonn)          | 8:45:21  |
| 3     | Barbara Austermann (LG Ahlen)            | 8:52:18  |
| 4     | Monika Belau (Harburger SC)              | 9:08:38  |
| 5     | Dr. Anke Drescher (SSC Hanau-Rodenbach)  | 9:09:11  |
| 6     | Anja Samse (Marathon-Club Menden)        | 9:23:47  |
| 7     | Elke Streicher (Eichenkreuz Schwaikheim) | 9:34:36  |
| 8     | Dr. Juliane Raubuch (LTF Köllertal)      | 9:39:51  |

Datum: 13. August
fand in Leipzig statt

### 100-km-Straßenlauf, Mannschaftswertung
| Platz | Verein, Besetzung                                        | Zeit (h) |
| ----- | -------------------------------------------------------- | -------- |
| 1     | SCC Berlin (Bettina Keelan, Gisela Gluth, Simone Weiske) | 33:25:13 |

Datum: 13. August
fand in Leipzig statt
nur eine Mannschaft in der Wertung

### 100 m Hürden
| Platz | Athletin, Verein                            | Zeit (s) |
| ----- | ------------------------------------------- | -------- |
| 1     | Kirsten Bolm (MTG Mannheim)                 | 12,84    |
| 2     | Tina Klein (VfL Sindelfingen)               | 13,09    |
| 3     | Carolin Nytra (Bremer LT)                   | 13,28    |
| 4     | Judith Ritz (LAZ Leipzig)                   | 13,42    |
| 5     | Stephanie Lichtl (TG Nürtingen)             | 13,45    |
| 6     | Aniko Bozsik (LG Kindelsberg Kreuztal)      | 13,49    |
| 7     | Anne-Kathrin Elbe (TSV Bayer 04 Leverkusen) | 13,69    |
| 8     | Ulrike Hebestreit (LG Staufen)              | 13,69    |

Datum: 2. Juli
Wind: +2,9 m/s

### 400 m Hürden
| Platz | Athletin, Verein                              | Zeit        |
| ----- | --------------------------------------------- | ----------- |
| 1     | Claudia Marx (Team Erfurt)                    | 0056,14 s00 |
| 2     | Anja Neupert (LG Nike Berlin)                 | 0056,18 s00 |
| 3     | Tina Kron (SV Schlau.com Saar 05 Saarbrücken) | 0056,52 s00 |
| 4     | Maren Schott (TSV Bayer 04 Leverkusen)        | 0058,19 s00 |
| 5     | Barbara Gähling (LT DSHS Köln)                | 0058,73 s00 |
| 6     | Claudia Wehrsen (LT DSHS Köln)                | 0059,49 s00 |
| 7     | Frederike Schönfeld (TG Camberg)              | 1:00,75 min |
| DNF   | Ulrike Urbansky (Team Erfurt)                 |             |

Datum: 3. Juli

### 3000 m Hindernis
| Platz | Athletin, Verein                             | Zeit (min) |
| ----- | -------------------------------------------- | ---------- |
| 1     | Verena Dreier (LG Sieg)                      | 10:06,51   |
| 2     | Meike Rosenauer (LG Rems-Murr)               | 10:20,07   |
| 3     | Susi Lutz (LG Domspitzmilch Regensburg)      | 10:23,10   |
| 4     | Katrin Engelen (LG Badenova Nordschwarzwald) | 10:34,55   |
| 5     | Kristin Möller (LG Asics Rehlingen)          | 10:35,45   |
| 6     | Sanaa Koubaa (LG Hilden)                     | 10:44,57   |
| 7     | Annette Weiss (Siegburger Turnverein)        | 10:54,99   |
| DNF   | Felicitas Mensin (LV Biet)                   |            |

Datum: 3. Juli

### 4 × 100 m Staffel
| Platz | Verein, Besetzung                                                                        | Zeit (s) |
| ----- | ---------------------------------------------------------------------------------------- | -------- |
| 1     | MTG Mannheim (Sabine Siepelt, Sabrina Mulrain, Johanna Kedzierski, Anne Möllinger)       | 45,06    |
| 2     | LG Weserbergland (Stephanie Thumann, Nina Giebel, Cathleen Tschirch, Nicole Marahrens)   | 45,20    |
| 3     | LG Olympia Dortmund (Katchi Habel, Gabi Rockmeier, Birgit Rockmeier, Kerstin Grötzinger) | 45,54    |
| 4     | Tus Jena (Shari Morris, Nadine Stade, Christin Senkel, Sarah Möckel)                     | 46,05    |
| 5     | LG Rhein-Wied (Nicole Bleis, Annika Schmitt, Stefanie Müller, Rebekka Kramer)            | 46,41    |
| 6     | USC Bochum (Caroline Elmers, Karen Stein, Kristina Stein, Jennifer Martin)               | 46,92    |
| 7     | TSV Bayer 04 Leverkusen (Doris Quack, Anna Kraft, Anne-Kathrin Elbe, Mareike Peters)     | 46,94    |
| 8     | LT DSHS Köln (Katja Berlinghoff, Anna Kewitz, Kerstin Heinen, Nadja Faßbender)           | 47,41    |

Datum: 2. Juli

### 4 × 400 m Staffel
| Platz | Verein, Besetzung                                                                        | Zeit (min) |
| ----- | ---------------------------------------------------------------------------------------- | ---------- |
| 1     | LG Nike Berlin (Katharina Gröb, Anja Neupert, Julia-Kristin Kunz, Nadine Balkow)         | 3:37,28    |
| 2     | SC Potsdam (Julia Hilgendorf, Kassandra Urban, Antje Laube, Claudia Hoffmann)            | 3:38,99    |
| 3     | LT DSHS Köln (Claudia Wehrsen, Barbara Gähling, Nina Klausen, Lena Theresa Besse)        | 3:43,42    |
| 4     | TSV Bayer 04 Leverkusen (Caroline Dieckhöner, Dagmar de Haan, Meike Flore, Maren Schott) | 3:44,41    |
| 5     | TV Wattenscheid 01 (Heike Kreger, Monika Gradzki, Janina Goldfuß, Martha Dretakis)       | 3:46,29    |
| 6     | Recklinghäuser LC (Christine Rebell, Angela Viegener, Annika Stock, Christina Haack)     | 3:46,74    |
| 7     | LC ThüringenGas Erfurt (Jana Hartmann, Ivonne Teichmann, Claudia Eckoldt, Katrin Trauth) | 3:47,55    |
| 8     | LAC Dortmund (Diane Maciejeski, Anita Oppong, Jennifer Hengst, Pia Hennigfeld)           | 3:47,66    |

Datum: 3. Juli

### 3 × 800 m Staffel
| Platz | Verein, Besetzung                                                                        | Zeit (min) |
| ----- | ---------------------------------------------------------------------------------------- | ---------- |
| 1     | LC ThüringenGas Erfurt (Doreen Klose, Katrin Trauth, Jana Hartmann)                      | 6:27,65    |
| 2     | TSV Bayer 04 Leverkusen (Saskia Janssen, Dagmar de Haan, Sigrid Bühler)                  | 6:32,35    |
| 3     | LAC Quelle Fürth/München/Würzburg (Julia Hiller, Regina Schnurrenberger, Juliane Becker) | 6:35,37    |
| 4     | USC Mainz (Sabine Bachmann, Andrea Luy, Tanja Wittmann)                                  | 6:39,31    |
| 5     | LT DSHS Köln (Theresa Besse, Lisa Kratz, Barbara Gähling)                                | 6:45,51    |
| 6     | LG Domspitzmilch Regensburg (Liesa Gläß, Andrea Heuberger, Daniela Struckmeyer)          | 6:45,96    |
| 7     | TSG Bergedorf (Karin Hagen, Anna-Sophia Benecke, Ulrike Gast)                            | 6:46,50    |
| 8     | LG Nordheide (Corinna Hinck, Alexandra Hahn, Sarah Krefft)                               | 6:49,46    |

Datum: 28. Mai
fand in Koblenz statt

### 5000-m-Bahngehen
| Platz | Athletin, Verein                              | Zeit (min) |
| ----- | --------------------------------------------- | ---------- |
| 1     | Sabine Zimmer (SC Potsdam)                    | 20:11,45   |
| 2     | Barbara Brandenburg (LG Osnabrück)            | 22:44,54   |
| 3     | Ulrike Sischka (SV Halle)                     | 22:52,06   |
| 4     | Kathrin Schulze (1. LAC Dessau)               | 23:12,59   |
| 5     | Sonja Birkemeyer (LG Osnabrück)               | 23:56,02   |
| 6     | Friederike Bronswick (DJK Arminia Ibbenbüren) | 24:21,44   |
| 7     | Judith Voss-Stemping (LG Osnabrück)           | 24:44,65   |
| 8     | Sandra Krause (LC Jüterbog)                   | 25:17,32   |

Datum: 2. Juli

### 20-km-Gehen
| Platz | Athletin, Verein                        | Zeit (h) |
| ----- | --------------------------------------- | -------- |
| 1     | Sabine Zimmer (SC Potsdam)              | 1:29:07  |
| 2     | Melanie Seeger (SC Potsdam)             | 1:32:01  |
| 3     | Ulrike Sischka (SV Halle)               | 1:42:16  |
| 4     | Maja Landmann (SC Potsdam)              | 1:42:19  |
| 5     | Kathrin Schulze (1. LAC Dessau)         | 1:43:47  |
| 6     | Barbara Brandenburg (LG Osnabrück)      | 1:15:54  |
| 7     | Ulrike Sander (SCL-Heel Baden-Baden)    | 1:47:36  |
| 8     | Christine Sarembe-Stegmaier (LSG Aalen) | 1:48:54  |

Datum: 24. April
fand in Dresden statt

### 20-km-Gehen, Mannschaftswertung
| Platz | Verein, Besetzung                                         | Zeit (h) |
| ----- | --------------------------------------------------------- | -------- |
| 1     | SC Potsdam (Sabine Zimmer, Melanie Seeger, Maja Landmann) | 4:43:27  |

Datum: 24. April
fand in Dresden statt
nur eine Mannschaft in der Wertung

### Hochsprung
| Platz | Athletin, Verein                                 | Höhe (m) |
| ----- | ------------------------------------------------ | -------- |
| 1     | Daniela Rath (TSV Bayer 04 Leverkusen)           | 1,84     |
| 2     | Ariane Friedrich (LG Eintracht Frankfurt)        | 1,84     |
| 3     | Birgit Kähler (TSV Bayer 04 Leverkusen)          | 1,80     |
| 4     | Anett Jamborg (TV Gelnhausen)                    | 1,80     |
| 5     | Kathryn Holinski (TSV Bayer 04 Leverkusen)       | 1,75     |
| 6     | Antonia Schulze-Borges (LG Hannover)             | 1,75     |
| 7     | Kerstin Falk (LAC Quelle Fürth/München/Würzburg) | 1,75     |
| 8     | Katja Schötz (ABC Ludwigshafen)                  | 1,75     |

Datum: 2. Juli

### Stabhochsprung
| Platz | Athletin, Verein                                    | Höhe (m) |
| ----- | --------------------------------------------------- | -------- |
| 1     | Silke Spiegelburg (TV Lengerich)                    | 4,40     |
| 2     | Anastasija Ryzih (ABC Ludwigshafen)                 | 4,35     |
| 3     | Carolin Hingst (USC Mainz)                          | 4,35     |
| 4     | Martina Strutz (SG Dynamo Schwerin)                 | 4,30     |
| 5     | Julia Hütter (LAZ Bruchköbel)                       | 4,25     |
| 6     | Kristina Gadschiew (LAZ Zweibrücken)                | 4,10     |
| 6     | Nadine Sonnabend (USC Mainz)                        | 4,10     |
| 8     | Simone Langhirt (LAC Quelle Fürth/München/Würzburg) | 4,10     |

Datum: 3. Juli

### Weitsprung
| Platz | Athletin, Verein                             | Weite (m) |
| ----- | -------------------------------------------- | --------- |
| 1     | Bianca Kappler (LC Asics Rehlingen)          | 6,49      |
| 2     | Urszula Gutowicz-Westhof (Berliner SC)       | 6,48      |
| 3     | Kathrin van Bühren (Kevelaerer SV 1890/1920) | 6,43      |
| 4     | Silvia Otto (Team Erfurt)                    | 6,40      |
| 5     | Inga Leiwesmeier (LC Paderborn)              | 6,29      |
| 6     | Annika Becker (Team Erfurt)                  | 6,22      |
| 7     | Claudia Tonn (LC Paderborn)                  | 6,22      |
| 8     | Nadine Jacobs (LAZ Rhede)                    | 6,07      |

Datum: 3. Juli

### Dreisprung
| Platz | Athletin, Verein                                        | Weite (m) |
| ----- | ------------------------------------------------------- | --------- |
| 1     | Silvia Otto (Team Erfurt)                               | 13,56     |
| 2     | Wibke Walter (LG Leinfelden-Echterdingen)               | 13,19     |
| 3     | Frauke Thrun (LG Nike Berlin)                           | 13,09     |
| 4     | Nadine Tappe (LG Hannover)                              | 13,06     |
| 5     | Henny Gastel (SV Halle)                                 | 13,05     |
| 6     | Andrea Miller (LAZ Salamander Kornwestheim-Ludwigsburg) | 12,95     |
| 7     | Marianne Schlachter (LG Hohenfels)                      | 12,84     |
| 8     | Katrin Krause (LT DSHS Köln)                            | 12,80     |

Datum: 2. Juli

### Kugelstoßen
| Platz | Athletin, Verein                                  | Weite (m) |
| ----- | ------------------------------------------------- | --------- |
| 1     | Nadine Kleinert (SC Magdeburg)                    | 18,68     |
| 2     | Astrid Kumbernuss (SC Neubrandenburg)             | 18,31     |
| 3     | Christina Schwanitz (SV Neckarsulm)               | 18,13     |
| 4     | Denise Hinrichs (SC Neubrandenburg)               | 17,42     |
| 5     | Nadine Beckel (ASC Düsseldorf)                    | 17,22     |
| 6     | Kristin Marten (LV 90 Thum)                       | 17,04     |
| 7     | Anja Burkhardt (Hallesche Leichtathletik-Freunde) | 16,19     |
| 8     | Aline Schäffel (LG Ohra Hörselgas)                | 16,16     |

Datum: 2. Juli

### Diskuswurf
| Platz | Athletin, Verein                                 | Weite (m) |
| ----- | ------------------------------------------------ | --------- |
| 1     | Franka Dietzsch (SC Neubrandenburg)              | 64,19     |
| 2     | Jana Tucholke (LAZ Leipzig)                      | 59,82     |
| 3     | Ulrike Giesa (LAC Quelle Fürth/München/Würzburg) | 57,73     |
| 4     | Romy Logsch (LAZ Leipzig)                        | 57,30     |
| 5     | Nadine Müller (Hallesche Leichtathletik-Freunde) | 57,06     |
| 6     | Sabine Rumpf (LSG Goldener Grund)                | 56,01     |
| 7     | Nadine Beckel (ASC Düsseldorf)                   | 54,60     |
| 8     | Heike Koderisch (SC Magdeburg)                   | 52,61     |

Datum: 3. Juli

### Hammerwurf
| Platz | Athletin, Verein                         | Weite (m) |
| ----- | ---------------------------------------- | --------- |
| 1     | Betty Heidler (LG Eintracht Frankfurt)   | 70,34     |
| 2     | Susanne Keil (TSV Bayer 04 Leverkusen)   | 69,86     |
| 3     | Kathrin Klaas (LG Eintracht Frankfurt)   | 66,27     |
| 4     | Andrea Bunjes (SV Holtland)              | 65,29     |
| 5     | Kirsten Klose (TuS Eintracht Minden)     | 64,39     |
| 6     | Simone Mathes (UAC Kulmbach)             | 64,11     |
| 7     | Manuela Priemer (SCC Berlin)             | 62,14     |
| 8     | Nathalia Rheder (SVG GW Bad Gandersheim) | 56,10     |

Datum: 2. Juli

### Speerwurf
| Platz | Athletin, Verein                                      | Weite (m) |
| ----- | ----------------------------------------------------- | --------- |
| 1     | Steffi Nerius (TSV Bayer 04 Leverkusen)               | 64,54     |
| 2     | Christina Obergföll (LG Offenburg)                    | 57,00     |
| 3     | Esther Eisenlauer (SV Schlau.com Saar 05 Saarbrücken) | 56,79     |
| 4     | Barbara Vonstein (TSV Bayer 04 Leverkusen)            | 54,86     |
| 5     | Jana Woytkowska (Hallesche Leichtathletik-Freunde)    | 54,60     |
| 6     | Mareike Rittweg (LV 90 Thum)                          | 54,45     |
| 7     | Stefanie Hessler (SV Schlau.com Saar 05 Saarbrücken)  | 54,11     |
| 8     | Katharina Molitor (TSV Bayer 04 Leverkusen)           | 53,99     |

Datum: 3. Juli

### Siebenkampf
| Platz | Athletin, Verein                         | Leistung (Pkte) |
| ----- | ---------------------------------------- | --------------- |
| 1     | Sonja Kesselschläger (SC Neubrandenburg) | 5998            |
| 2     | Claudia Tonn (LC Paderborn)              | 5849            |
| 3     | Katja Keller (SC Potsdam)                | 5777            |
| 4     | Maike Goldkuhle (USC Bochum)             | 5644            |
| 5     | Annelie Schrader (MTV Ingolstadt)        | 5605            |
| 6     | Ulrike Hebestreit (LG Staufen)           | 5500            |
| 7     | Christine Hantsch (USC Mainz)            | 5119            |
| 8     | Marleen Wörsdörfer (USC Mainz)           | 5031            |

Datum: 27./28. August
fand in Lage statt

### Siebenkampf, Mannschaftswertung
| Platz | Verein, Besetzung                                                         | Leistung (Pkte) |
| ----- | ------------------------------------------------------------------------- | --------------- |
| 1     | USC Mainz I (Katrin Werkmann, Christine Hantsch, Marleen Wörsdörfer)      | 15.374          |
| 2     | LT DSHS Köln (Kerstin Heinen, Christina Hunneshagen, Katrin Gewinner)     | 14.284          |
| 3     | TSG Gießen-Wieseck (Nadine Schnürer, Kerstin Novotny, Stephanie Freitag)  | 13.632          |
| 4     | USC Mainz II (Anke Steffen, Christine Schaper, Susanne Richter)           | 13.542          |
| 5     | LG Eintracht Frankfurt (Martina Rexrodt, Anja Herrlitz, Katharina Schmäh) | 12.324          |

Datum: 27./28. August
fand in Lage statt
nur 5 Teams in der Wertung

### Crosslauf–5,3 km
| Platz | Athletin, Verein                                           | Zeit (min) |
| ----- | ---------------------------------------------------------- | ---------- |
| 1     | Sabrina Mockenhaupt (LG Sieg)                              | 16:25      |
| 2     | Susanne Ritter (SV Schlau.com Saar 05 Saarbrücken)         | 16:34      |
| 3     | Ulrike Maisch (1. LAV Rostock)                             | 16:42      |
| 4     | Christina Mohr (Gerolsteiner LGV)                          | 17:05      |
| 5     | Birte Bultmann (LG Braunschweig)                           | 17:10      |
| 6     | Stephanie Maier (LG Leinfelden-Echterdingen)               | 17:13      |
| 7     | Antje Möldner (SC Potsdam)                                 | 17:18      |
| 8     | Regina Schnurrenberger (LAC Quelle Fürth/München/Würzburg) | 17:25      |

Datum: 26. November
fand in Darmstadt statt

### Crosslauf–5,3 km, Mannschaftswertung
| Platz | Verein, Besetzung                                                                             | Platzziffer |
| ----- | --------------------------------------------------------------------------------------------- | ----------- |
| 1     | LG Domspitzmilch Regensburg (Ellen Clemens, Andrea Stengel, Katharina Kaufmann)               | 062         |
| 2     | SV Schlau.com Saar 05 Saarbrücken (Susanne Ritter, Marion Jakobs, Claudia Rausch)             | 078         |
| 3     | LG Wedel-Pinneberg (Marina Hilschenz, Mareile Kitzel, Nadja Freiburg)                         | 106         |
| 4     | ESV Münster (Ulrike Ahrens, Maria Weßling, Sina Horsthemke)                                   | 115         |
| 5     | Post-Sport Telekom Trier (Michaela Schedler, Joelle Franzmann, Monika Vieh)                   | 126         |
| 6     | SSC Hanau-Rodenbach (Alexandra Bott, Lisa Reisinger, Esther Fennel)                           | 143         |
| 7     | TV Waldstraße Wiesbaden (Carmen Heese, Vera Martens, Christine Rausch)                        | 153         |
| 8     | LAC Quelle Fürth/München/Würzburg (Regina Schnurrenberger, Katrin Rittmann, Stefanie Belzner) | 158         |

Datum: 26. November
fand in Darmstadt statt

### Berglauf–9 km
| Platz | Athletin, Verein                                   | Zeit (min) |
| ----- | -------------------------------------------------- | ---------- |
| 1     | Stefanie Buss (ASC Rosellen/Neuss)                 | 44:54      |
| 2     | Susanne Ritter (SV Schlau.com Saar 05 Saarbrücken) | 45:16      |
| 3     | Romy Lindner (LG Vogtland)                         | 45:26      |
| 4     | Ellen Clemens (LG Domspitzmilch Regensburg)        | 45:39      |
| 5     | Britta Müller (VfL Freudenstadt)                   | 46:07      |
| 6     | Anja Carlsohn (SC Potsdam)                         | 46:57      |
| 7     | Sylke Schmitz (TSV Kiebingen)                      | 47:04      |
| 8     | Barbara Imgraben (TV Britzingen)                   | 47:37      |

Datum: 8. Oktober
fand in Zell am Harmersbach im Schwarzwald statt

### Berglauf–9 km, Mannschaftswertung
| Platz | Verein, Besetzung                                                        | Zeit (min) |
| ----- | ------------------------------------------------------------------------ | ---------- |
| 1     | LG Domspitzmilch Regensburg (Ellen Clemens, Andrea Stengel, Monika Hirt) | 48:26      |
| 2     | ASC Rosellen/Neuss (Stefanie Buss, Ute Jenke, Tanja Wimmer)              | 50:44      |
| 3     | SSC Hanau-Rodenbach (Lisa Reisinger, Kerstin Straub, Annette Straub)     | 51:41      |

Datum: 8. Oktober
fand in Zell am Harmersbach im Schwarzwald statt
nur 3 Mannschaften in der Wertung